# David Carter (giocatore di football americano)
David Carter (Los Angeles, 10 dicembre 1987) è un giocatore di football americano statunitense che gioca nel ruolo di defensive tackle per gli Oakland Raiders della National Football League (NFL). Fu scelto nel corso del sesto giro (184º assoluto) del draft NFL 2011 dai Cardinals. Al college giocò a football a UCLA.

## Carriera professionistica

### Arizona Cardinals
Carter fu scelto dagli Arizona Cardinals nel corso del sesto giro del Draft 2011. Il 29 luglio firmò un contratto quadriennale per un totale di 2,143 milioni di dollari, inclusi 103.864$ di bonus alla firma. Nella sua stagione da rookie disputò tutte le 16 partite, nessuna come titolare, mettendo a segno 16 tackle e un sack. Giocò la prima gara come titolare nella settimana 11 della stagione 2012 contro gli Atlanta Falcons. La sua seconda stagione si concluse con 16 presenze (4 come titolare) e 12 tackle. Il 30 agosto 2013 venne svincolato.

### Dallas Cowboys
Il 17 settembre 2013 firmò con i Dallas Cowboys un contratto annuale del valore di 130.588 dollari. Chiuse l'annata con 3 partite disputate e un solo tackle.

### Oakland Raiders
Il 2 gennaio 2014 firmò con gli Oakland Raiders come riserva futura.

## Statistiche
| Partite totali      | 35            |
| Partite da titolare | 4             |
| Tackle totali       | 29            |
| Sack                | 1,0           |
| Intercetti          | 0             |
| Fumble forzati      | 1             |
| Penalità fatte      | 2 per 10 yard |

Statistiche aggiornate alla stagione 2013